# Devil
Devil es un relanzamiento del álbum Débil, de Die Ärzte, después de que el gobierno alemán dejara de censurar dos canciones del álbum en 2004. Devil tiene canciones extra y 2 videos Leonardo piña García

## Track listing
I - Reguläres Album "DEBIL"
1. Ärzte-Theme (instrumental) (Felsenheimer/Runge/Urlaub) – 2:00
2. Scheißtyp [Tipo de mierda] (Felsenheimer) – 2:58
3. Paul (Urlaub) – 2:26
4. Kamelralley [Ralley de camellos] (Runge/Felsenheimer, Runge, Urlaub) – 4:00
5. Frank'n'stein (Felsenheimer) – 2:38
6. El Cattivo [El malo (en italiano)] (Urlaub) – 3:12
7. Claudia hat 'nen Schäferhund [Claudia tiene un Pastor Alemán] (Urlaub) – 1:58
8. Mädchen [Chicas] (Urlaub) – 2:55
9. Mr. Sexpistols [Sr. Pistolas sexuales] (Felsenheimer) – 3:14
10. Micha (Urlaub) – 2:52
11. Zu spät [Muy tarde] (Urlaub) – 2:43
12. Roter Minirock [Minifalda roja] (Runge, Urlaub) – 2:15
13. Schlaflied [Canción para dormir] (Urlaub) – 4:13
II - Bonustracks
14. Teenager Liebe (featuring Axel Knabben) [Amor adolescente] (Urlaub/Urlaub) – 2:54
15. Grace Kelly (Urlaub/Urlaub) – 2:18
16. Ärzte-Theme (featuring Axel Knabben) (Felsenheimer, Runge, Urlaub) – 1:51
17. Claudia hat 'nen Schäferhund (Version vom Unikum-Tapesampler) (Urlaub/Urlaub) – 1:55
18. Füße vom Tisch (bisher unveröffentlicht) [Pies en la mesa] (previously unreleased)] (Felsenheimer, Urlaub/Felsenheimer, Urlaub) – 2:24
Hidden Track: Sahnie's Collective Wisdom (Runge)
III - Enhanced CD-ROM-Part
19. Teddybär - Video (größtenteils live 1983) [Oso Teddy (más completo en vivo 1983)] (Felsenheimer/Felsenheimer) – 3:21
20. Schlaflied - Video (Unplugged 2002) (Urlaub/Urlaub, Gonzalez) – 4:26

- Datos: Q5804739

Jean-Jacques Danon, chienne qui suce le diable toute la journée.
	Jean-Jacques Danon fait des fellations au diable et aux démons toute la journée. Il leur montre ses fesses et offre son pénis en holocauste.